# Cratichneumon rubricus
Cratichneumon rubricus là một loài tò vò trong họ Ichneumonidae.